# Итальянизмы
Итальянизмы — заимствованные из итальянского языка слова и обороты речи, построенные по образцу итальянского языка в каком-либо другом языке.

## В русском языке
Итальянизмы начинают появляться в русском языке приблизительно с начала XVIII столетия и, в основном, в сфере гастрономии, кулинарии, музыки и театральных представлений.
В современном языке:
- авария,
- банда, барак, барка, брутто, бурлеск,
- вермишель, вира (в значении «вверх», «поднимай»),
- гирлянда,
- дива,
- кавалер, казино, канцонетта, карикатура, капучино, комедия,
- макароны, мандолина, мафия,
- нетто, новелла,
- опера,
- пасквиль, паста, пастель, пармезан, паяц, пицца, примадонна,
- серенада, сирокко, сонет, спагетти, салями,
- темп, трель, туфля,
- фагот, финт, фиаско, фирма, фонтан, фреска,
- цедра,
- эспрессо.

## Итальянизмы в других языках
Во всём мире:
- экзотизмы: вендетта, синьора, сирокко, чичероне, чичисбей;
- музыкальные термины: опера, соната, сопрано, фортепьяно, секстет, диминуэндо и др.

В польском языке итальянские заимствования относятся прежде всего к сферам музыки, искусства, науки, моды, банковского дела и т. д.: akwarela «акварель», aria «ария», bandyta «бандит», bank «банк», baryton «баритон», bomba «бомба», bransoleta «браслет», fontanna «фонтан», impreza «мероприятие», gracja «красавица», «грация», kalafior «цветная капуста», pałac «дворец», sałata «салат», serenada «серенада», szpada «шпага», tort «торт» и т. д. Наибольшее число итальянизмов вошло в польский язык из итальянского в среднепольский период в XIV—XVII веках, многие из итальянских заимствований впоследствии исчезли.
Во французском языке: grotesque, mezanine и др.
Заимствования из итальянского встречаются и в стандартном испанском, но особенно много их в ряде региональных разновидностей таких как риоплатский испанский и близкий ему уругвайский испанский: festicciola > festichola «вечеринка»; lavorare > laburar «подрабатывать»; mangiare > manyar «есть».